# شهرستان گورلن
ناحیهٔ گورلن (به ازبکی: Gurlen District) یک ناحیه و ناحیه در ازبکستان است که در ولایت خوارزم واقع شده‌است.